# Mistrzostwa Świata w Siatkówce Plażowej 2013
Mistrzostwa Świata w Siatkówce Plażowej 2013 – 9. w historii mistrzostwa świata w siatkówce plażowej, które odbywały się w dniach od 1 do 7 lipca 2013 roku w Starych Jabłonkach.
W zawodach brało udział łącznie 96 par (po 48 męskich i kobiecych), które w pierwszej rundzie rywalizowały w dwunastu czterozespołowych grupach. Mistrzostwa rozgrywane były na pięciu boiskach, w tym dwóch stadionach – głównym mieszczącym 9 tysięcy widzów i mniejszym o pojemności 3 tysięcy osób. Łączna pula nagród wyniosła milion dolarów amerykańskich, a sygnał telewizyjny z zawodów nadawano do 1,65 miliarda odbiorców w ponad 130 krajach.

## Medaliści
| Konkurencja           | Złoto                                          | Srebro                                          | Brąz                                          |
| Kobiety (szczegóły)   | Chiny · Xue Chen – Zhang Xi                    | Niemcy · Karla Borger – Britta Büthe            | Brazylia · Liliane Maestrini – Bárbara Seixas |
| Mężczyźni (szczegóły) | Holandia · Alexander Brouwer – Robert Meeuwsen | Brazylia · Ricardo Santos – Álvaro Morais Filho | Niemcy · Jonathan Erdmann – Kay Matysik       |